# Éliminatoires de la Coupe du monde de football 2010 : zone Asie
Les éliminatoires de la zone Asie pour la Coupe du monde 2010 sont organisées dans le cadre de la Confédération asiatique de football (AFC) et concernent 43 sélections nationales pour 4 ou 5 places qualificatives.

Europe - Afrique - Amérique du Nord, Centrale et Caraïbes
Amérique du Sud - Asie - Océanie

## Format
L'Australie, devenue membre de l'AFC et issue de l'Océanie, participe également à ces éliminatoires avec les 42 autres équipes de l'AFC. À la fin de ceux-ci, 4 tickets directement qualificatifs pour la Coupe du monde 2010 ainsi qu'un ticket pour un barrage sont attribués.
Lors du premier tour, les 38 équipes les moins bien classées (au classement FIFA) de la zone se rencontrent en 19 séries de matches à élimination directe par paires de matches aller-retour. Huit des 19 vainqueurs sont qualifiés pour le second tour, les autres sont directement qualifiés pour le troisième tour.
Au second tour, les 8 moins bonnes équipes (au classement FIFA) issues du premier tour se rencontrent en 4 séries de matches à élimination directe par paires de matches aller-retour. Les 11 meilleures en sont dispensées. Les 4 vainqueurs se qualifient pour le troisième tour.
Dans le troisième tour, les 4 pays issus du second tour, les 11 directement qualifiés après le premier tour et les 5 meilleures équipes de la zone (au classement FIFA) sont répartis en 5 groupes de 4 équipes et se rencontrent en matches aller-retour. Les 2 premiers de chaque groupe sont qualifiés pour le quatrième tour.
Au quatrième tour, les 10 nations encore en lice issues du troisième tour sont réparties en 2 groupes de 5 équipes qui se rencontrent en matches aller-retour. Les 2 meilleures de chaque groupe sont qualifiées pour la Coupe du monde 2010. Les troisièmes de chaque groupe se qualifient pour le cinquième tour.
Au cinquième tour, les 2 équipes ayant fini troisièmes de leur groupe s'affrontent lors d'un barrage se disputant en matchs aller-retour. Le vainqueur se qualifie pour un match de barrage face au vainqueur de la zone Océanie dont le gagnant se qualifie pour la Coupe du monde 2010.

## Équipes engagées
43 nations participent aux éliminatoires de la zone asiatique.
| Afghanistan     | Émirats arabes unis | Liban       | Sri Lanka      |
| Arabie saoudite | Guam                | Macao       | Singapour      |
| Australie       | Hong Kong           | Malaisie    | Syrie          |
| Bahreïn         | Inde                | Maldives    | Tadjikistan    |
| Bangladesh      | Indonésie           | Mongolie    | Taipei chinois |
| Birmanie        | Irak                | Népal       | Thaïlande      |
| Bhoutan         | Iran                | Oman        | Timor oriental |
| Cambodge        | Japon               | Ouzbékistan | Turkménistan   |
| Chine           | Jordanie            | Pakistan    | Viêt Nam       |
| Corée du Nord   | Kirghizistan        | Palestine   | Yémen          |
| Corée du Sud    | Koweït              | Qatar       |                |

## Tirage au sort pour les deux premiers tours
Les équipes classées de 1 à 5 selon leur performance à la précédente coupe du monde (zone AFC) sont exemptes des deux premiers tours.
Les équipes classées de 6 à 43 à ce même classement participent au premier tour, avec les équipes 6 à 24 rencontrant sur un match aller-retour des équipes classées 25 à 43.
Parmi les vainqueurs du premier tour, les huit équipes les moins bien classées participent à un deuxième tour par match aller-retour, les onze équipes les mieux classées participent directement au troisième tour.
| Tête de série (classés de 1 à 5)                                 | Chapeau A (classés de 6 à 24) | Chapeau B (classés de 25 à 43) |
| ---------------------------------------------------------------- | --- | --- |
| 1. Australie 2. Corée du Sud 3. Arabie saoudite 4. Japon 5. Iran | 1. Bahreïn 2. Ouzbékistan 3. Koweït 4. Corée du Nord 5. Chine 6. Jordanie 7. Irak 8. Liban 9. Oman 10. Émirats arabes unis 11. Qatar 12. Syrie 13. Palestine 14. Thaïlande 15. Turkménistan 16. Tadjikistan 17. Indonésie 18. Hong Kong 19. Yémen | 1. Viêt Nam 2. Kirghizistan 3. Maldives 4. Inde 5. Singapour 6. Sri Lanka 7. Malaisie 8. Taipei chinois 9. Bangladesh 10. Macao 11. Pakistan 12. Afghanistan 13. Mongolie 14. Guam 15. Népal 16. Cambodge 17. Bhoutan 18. Birmanie 19. Timor oriental |

- Le tirage au sort a eu lieu le 6 août 2007 au siège de l'AFC à Kuala Lumpur en Malaisie. Guam et le Bhoutan renoncent après le tirage au sort.

## Premier tour
Les rencontres se déroulèrent du 8 au 28 octobre 2007.
| Équipe 1       | Résultat    | Équipe 2            | Aller | Retour      | T.a.b. |
| -------------- | ----------- | ------------------- | ----- | ----------- | ------ |
| Kirghizistan   | ap 2 - 2 ap | Jordanie            | 2 - 0 | ap 0 - 2 ap | 5 - 6  |
| Pakistan       | 0 - 7       | Irak                | 0 - 7 | 0 - 0       |        |
| Ouzbékistan    | 11 - 0      | Taipei chinois      | 9 - 0 | 2 - 0       |        |
| Thaïlande      | 13 - 2      | Macao               | 6 - 1 | 7 - 1       |        |
| Sri Lanka      | 0 - 6       | Qatar               | 0 - 1 | 0 - 5       |        |
| Chine          | 11 - 0      | Birmanie            | 7 - 0 | 4 - 0       |        |
| Bhoutan        | forfait-Q.  | Koweït              | -     | -           |        |
| Viêt Nam       | 0 - 6       | Émirats arabes unis | 0 - 1 | 0- 5        |        |
| Bahreïn        | 4 - 1       | Malaisie            | 4 - 1 | 0 - 0       |        |
| Timor oriental | 3 - 11      | Hong Kong           | 2 - 3 | 1 - 8       |        |
| Syrie          | 5 - 1       | Afghanistan         | 3 - 0 | 2 - 1       |        |
| Yémen          | 3 - 2       | Maldives            | 3 - 0 | 0 - 2       |        |
| Bangladesh     | 1 - 6       | Tadjikistan         | 1 - 1 | 0 - 5       |        |
| Mongolie       | 2 - 9       | Corée du Nord       | 1 - 4 | 1 - 5       |        |
| Oman           | 4 - 0       | Népal               | 2 - 0 | 2 - 0       |        |
| Palestine      | 0 - 7       | Singapour           | 0 - 4 | (0 - 3)*    |        |
| Liban          | 6 - 3       | Inde                | 4 - 1 | 2 - 2       |        |
| Cambodge       | 1 - 5       | Turkménistan        | 0 - 1 | 1 - 4       |        |
| Guam           | forfait-Q.  | Indonésie           | -     | -           |        |

(*) Score de forfait dû à l'absence de l'équipe de Palestine au match retour.
| Légende                                                |
| ------------------------------------------------------ |
| Equipes qualifiées pour le deuxième tour.              |
| Equipes directement qualifiées pour le troisième tour. |

## Deuxième tour
Tel que défini lors du tirage au sort du 6 août 2007 au siège de l'AFC à Kuala Lumpur, des 19 équipes qualifiées à l'issue du premier tour, les huit moins bien classées de 12 à 19 se sont opposées par matches aller-retour tirés au sort de la manière suivante :
- le 17e contre le 14e,
- le 16e contre le 12e,
- le 18e contre le 13e et
- le 19e contre le 15e.

Les rencontres se déroulèrent du 9 au 18 novembre 2007.
| Équipe 1  | Résultat | Équipe 2     | Aller | Retour |
| --------- | -------- | ------------ | ----- | ------ |
| Hong Kong | 0 - 3    | Turkménistan | 0 - 0 | 0 - 3  |
| Indonésie | 1 - 11   | Syrie        | 1 - 4 | 0 - 7  |
| Singapour | 3 - 1    | Tadjikistan  | 2 - 0 | 1 - 1  |
| Yémen     | 1 - 2    | Thaïlande    | 1 - 1 | 0 - 1  |

| Légende                                    |
| ------------------------------------------ |
| Equipes qualifiées pour le troisième tour. |

## Qualifiés et tirage au sort du troisième tour
Pour ce troisième tour, les 20 meilleures équipes de la zone Asie ont participé, leur parcours était le suivant :
| Directement au 3e tour                                           | Les 11 meilleurs vainqueurs du 1er tour                                                                                              | Les vainqueurs du 2e tour                          |
| ---------------------------------------------------------------- | --- | -------------------------------------------------- |
| 1. Australie 2. Corée du Sud 3. Arabie saoudite 4. Japon 5. Iran | 1. Bahreïn 2. Ouzbékistan 3. Koweït 4. Corée du Nord 5. Chine 6. Jordanie 7. Irak 8. Liban 9. Oman 10. Émirats arabes unis 11. Qatar | 1. Syrie 2. Thaïlande 3. Turkménistan 4. Singapour |

Ces vingt équipes ont été réparties dans 4 chapeaux de 5 équipes lors du tirage au sort de Durban, Afrique du Sud le 25 novembre 2007.
Les quatre chapeaux étaient :
| Chapeau A                                         | Chapeau B                                      | Chapeau C                                    | Chapeau D                                    |
| ------------------------------------------------- | ---------------------------------------------- | -------------------------------------------- | -------------------------------------------- |
| Australie Corée du Sud Iran Japon Arabie saoudite | Bahreïn Ouzbékistan Koweït Corée du Nord Chine | Jordanie Irak Liban Oman Émirats arabes unis | Qatar Syrie Thaïlande Turkménistan Singapour |

## Troisième tour
Les rencontres se déroulérent du 6 février au 22 juin 2008.
Les deux premiers de chaque groupe sont qualifiés pour le quatrième tour.

### Groupe 1
L'Australie se qualifie dès l'avant-dernière journée en s'imposant au Qatar. La deuxième place se joue lors de la dernière journée à Dubai, entre l'Irak et le Qatar. Un nul suffit aux Irakiens mais c'est le Qatar qui se qualifie grâce à un but de Béchir dans le dernier quart d'heure. La Chine déçoit et n'obtient qu'une victoire, pour l'honneur, en Australie.
| Rang | Équipe    | Pts | J | G | N | P | Bp | Bc | Diff |  | Résultats (▼ dom., ► ext.) |     |     |     |     |
| ---- | --------- | --- | - | - | - | - | -- | -- | ---- |  | -------------------------- | --- | --- | --- | --- |
| 1    | Australie | 10  | 6 | 3 | 1 | 2 | 7  | 3  | +4   |  | Australie                  |     | 3-0 | 1-0 | 0-1 |
| 2    | Qatar     | 10  | 6 | 3 | 1 | 2 | 5  | 6  | -1   |  | Qatar                      | 1-3 |     | 2-0 | 0-0 |
| 3    | Irak      | 7   | 6 | 2 | 1 | 3 | 4  | 6  | -2   |  | Irak                       | 1-0 | 0-1 |     | 1-1 |
| 4    | Chine     | 6   | 6 | 1 | 3 | 2 | 3  | 4  | -1   |  | Chine                      | 0-0 | 0-1 | 1-2 |     |

### Groupe 2
Départ canon de Bahreïn qui remporte ses 3 premiers matches et se qualifie dès la 5e journée à domicile face à Oman (1-1). Malgré sa défaite initiale à Bahreïn, le Japon justifie son statut de favori et se qualifie à la faveur d'une victoire en Thaïlande (3-0), puis récupère la première place en prenant sa revanche face à Bahreïn (1-0).
| Rang | Équipe    | Pts | J | G | N | P | Bp | Bc | Diff |  | Résultats (▼ dom., ► ext.) |     |     |     |     |
| ---- | --------- | --- | - | - | - | - | -- | -- | ---- |  | -------------------------- | --- | --- | --- | --- |
| 1    | Japon     | 13  | 6 | 4 | 1 | 1 | 12 | 3  | +9   |  | Japon                      |     | 1-0 | 3-0 | 4-1 |
| 2    | Bahreïn   | 11  | 6 | 3 | 2 | 1 | 7  | 5  | +2   |  | Bahreïn                    | 1-0 |     | 1-1 | 1-1 |
| 3    | Oman      | 8   | 6 | 2 | 2 | 2 | 5  | 7  | -2   |  | Oman                       | 1-1 | 0-1 |     | 2-1 |
| 4    | Thaïlande | 1   | 6 | 0 | 1 | 5 | 5  | 14 | -9   |  | Thaïlande                  | 0-3 | 2-3 | 0-1 |     |

### Groupe 3
La Corée du Sud ne brille pas (sauf face au Turkménistan) mais obtient sa qualification sans trembler. La Corée du Nord termine deuxième à cause d'une moins bonne différence de buts, malgré une défense intraitable: aucun but encaissé en 6 matches !
| Rang | Équipe        | Pts | J | G | N | P | Bp | Bc | Diff |  | Résultats (▼ dom., ► ext.) |     |     |     |     |
| ---- | ------------- | --- | - | - | - | - | -- | -- | ---- |  | -------------------------- | --- | --- | --- | --- |
| 1    | Corée du Sud  | 12  | 6 | 3 | 3 | 0 | 10 | 3  | +7   |  | Corée du Sud               |     | 0-0 | 2-2 | 4-0 |
| 2    | Corée du Nord | 12  | 6 | 3 | 3 | 0 | 4  | 0  | +4   |  | Corée du Nord              | 0-0 |     | 2-0 | 1-0 |
| 3    | Jordanie      | 7   | 6 | 2 | 1 | 3 | 6  | 6  | 0    |  | Jordanie                   | 0-1 | 0-1 |     | 2-0 |
| 4    | Turkménistan  | 1   | 6 | 0 | 1 | 5 | 1  | 12 | -11  |  | Turkménistan               | 1-3 | 0-0 | 0-2 |     |

### Groupe 4
Aucun suspense dans ce groupe dominé par l'Arabie saoudite et l'Ouzbékistan, dont la double confrontation débouche sur deux matches spectaculaires. Pour l'honneur, les Saoudiens arrachent la première place à 2 minutes de la fin du match retour grâce à Malek Mouath, auteur du quatrième but face aux Ouzbeks.
| Rang | Équipe          | Pts | J | G | N | P | Bp | Bc | Diff |  | Résultats (▼ dom., ► ext.) |     |      |      |     |
| ---- | --------------- | --- | - | - | - | - | -- | -- | ---- |  | -------------------------- | --- | ---- | ---- | --- |
| 2    | Ouzbékistan     | 15  | 6 | 5 | 0 | 1 | 17 | 7  | +10  |  | Ouzbékistan                |     | 3-0  | 3-0* | 3-0 |
| 1    | Arabie saoudite | 15  | 6 | 5 | 0 | 1 | 15 | 5  | +10  |  | Arabie saoudite            | 4-0 |      | 2-0  | 4-1 |
| 3    | Singapour       | 6   | 6 | 2 | 0 | 4 | 7  | 16 | -9   |  | Singapour                  | 3-7 | 0-3* |      | 2-0 |
| 4    | Liban           | 0   | 6 | 0 | 0 | 6 | 3  | 14 | -11  |  | Liban                      | 0-1 | 1-2  | 1-2  |     |

- Victoire de l'Ouzbékistan(1-0) et de l'Arabie saoudite(2-0) donné vainqueur 3-0 pour avoir fait jouer un joueur non-éligible

### Groupe 5
Après un départ poussif (3 nuls dont 2 à domicile), l'Iran remporte ses trois derniers matches et se qualifie tranquillement. Lors de la dernière journée, la Syrie doit gagner par 3 buts d'écart aux Émirats pour leur ravir la deuxième place. La mission semble impossible mais les Émirats jouent avec le feu et la Syrie s'impose… 3 buts à 1 !
| Rang | Équipe              | Pts | J | G | N | P | Bp | Bc | Diff |  | Résultats (▼ dom., ► ext.) |     |     |     |     |
| ---- | ------------------- | --- | - | - | - | - | -- | -- | ---- |  | -------------------------- | --- | --- | --- | --- |
| 1    | Iran                | 12  | 6 | 3 | 3 | 0 | 7  | 2  | +5   |  | Iran                       |     | 0-0 | 0-0 | 2-0 |
| 2    | Émirats arabes unis | 8   | 6 | 2 | 2 | 2 | 7  | 7  | 0    |  | Émirats arabes unis        | 0-1 |     | 1-3 | 2-0 |
| 3    | Syrie               | 8   | 6 | 2 | 2 | 2 | 7  | 8  | -1   |  | Syrie                      | 0-2 | 1-1 |     | 1-0 |
| 4    | Koweït              | 4   | 6 | 1 | 1 | 4 | 8  | 12 | -4   |  | Koweït                     | 2-2 | 2-3 | 4-2 |     |

## Quatrième tour
Les rencontres du quatrième tour se déroulent du 6 septembre 2008 au 17 juin 2009. Les deux premiers de chaque groupe sont directement qualifiés pour la Coupe du monde 2010. Les troisièmes disputent le cinquième tour.

### Groupe 1
L'Australie et le Japon dominent facilement ce groupe et se qualifient dès l'avant-dernière journée. La place de barragiste se joue le 17 juin à Manama entre Bahreïn et l'Ouzbékistan. Un nul suffit aux Bahreïnis, et ceux-ci vont même s'imposer (1-0) grâce à un superbe coup franc d'Abdulrahman à un quart d'heure de la fin.

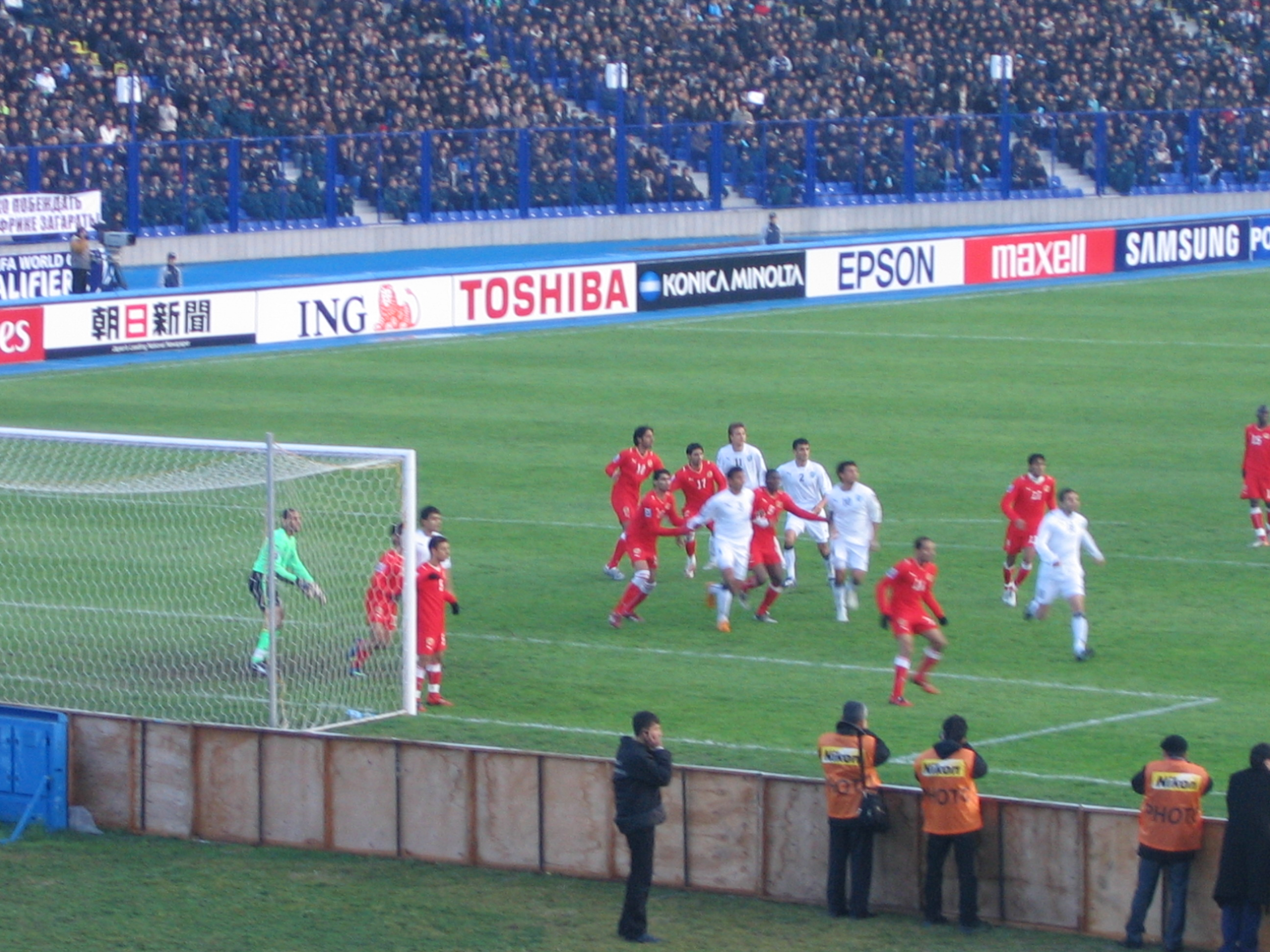
Match entre l'Ouzbékistan (en blanc) et Bahreïn (en rouge) le 11 février 2009

| Rang | Équipe      | Pts | J | G | N | P | Bp | Bc | Diff |  | Résultats (▼ dom., ► ext.) |     |     |     |     |     |
| ---- | ----------- | --- | - | - | - | - | -- | -- | ---- |  | -------------------------- | --- | --- | --- | --- | --- |
| 1    | Australie   | 20  | 8 | 6 | 2 | 0 | 12 | 1  | +11  |  | Australie                  |     | 2-1 | 2-0 | 4-0 | 2-0 |
| 2    | Japon       | 15  | 8 | 4 | 3 | 1 | 11 | 6  | +5   |  | Japon                      | 0-0 |     | 1-0 | 1-1 | 1-1 |
| 3    | Bahreïn     | 10  | 8 | 3 | 1 | 4 | 6  | 8  | -2   |  | Bahreïn                    | 0-1 | 2-3 |     | 1-0 | 1-0 |
| 4    | Qatar       | 6   | 8 | 1 | 3 | 4 | 5  | 14 | -9   |  | Qatar                      | 0-0 | 0-3 | 1-1 |     | 3-0 |
| 5    | Ouzbékistan | 4   | 8 | 1 | 1 | 6 | 5  | 10 | -5   |  | Ouzbékistan                | 0-1 | 0-1 | 0-1 | 4-0 |     |

- Australie et Japon qualifiés.
- Bahreïn barragiste.
- Qatar et Ouzbékistan éliminés.

### Groupe 2
La Corée du Sud, solide, termine invaincue et se qualifie. Le 17 juin, lors de la dernière journée, 3 équipes luttent pour la deuxième place qualificative et la place de barragiste. L'Iran laisse passer sa dernière chance en concédant le nul (1-1) dans les dernières minutes en Corée du Sud. Quelques heures plus tard, l'Arabie saoudite et la Corée du Nord se séparent sur un nul (0-0) qui envoie l'Arabie saoudite en barrage et permet à la Corée du Nord de se qualifier pour la Coupe du monde pour la seconde fois de son histoire, 44 ans après l'épopée de 1966.
| Rang | Équipe              | Pts | J | G | N | P | Bp | Bc | Diff |  | Résultats (▼ dom., ► ext.) |     |     |     |     |     |
| ---- | ------------------- | --- | - | - | - | - | -- | -- | ---- |  | -------------------------- | --- | --- | --- | --- | --- |
| 1    | Corée du Sud        | 16  | 8 | 4 | 4 | 0 | 12 | 4  | +8   |  | Corée du Sud               |     | 1-0 | 0-0 | 1-1 | 4-1 |
| 2    | Corée du Nord       | 12  | 8 | 3 | 3 | 2 | 7  | 5  | +2   |  | Corée du Nord              | 1-1 |     | 1-0 | 0-0 | 2-0 |
| 3    | Arabie saoudite     | 12  | 8 | 3 | 3 | 2 | 8  | 8  | 0    |  | Arabie saoudite            | 0-2 | 0-0 |     | 1-1 | 3-2 |
| 4    | Iran                | 11  | 8 | 2 | 5 | 1 | 8  | 7  | +1   |  | Iran                       | 1-1 | 2-1 | 1-2 |     | 1-0 |
| 5    | Émirats arabes unis | 1   | 8 | 0 | 1 | 7 | 6  | 17 | -11  |  | Émirats arabes unis        | 0-2 | 1-2 | 1-2 | 1-1 |     |

- Corée du Sud et Corée du Nord qualifiées.
- Arabie saoudite barragiste
- Émirats arabes unis et Iran éliminés.

## Cinquième tour
Le cinquième tour oppose les troisièmes du tour précédent en un barrage aller-retour. Le vainqueur obtient le droit de disputer un barrage contre la Nouvelle-Zélande, vainqueur de la zone Océanie.
Après un score vierge au match aller, c'est Bahreïn qui arrache sa qualification au retour, grâce à un but d'Ismaeel Latif à la dernière minute des arrêts de jeux.
| Équipe 1 | Résultat    | Équipe 2        | Aller | Retour |
| -------- | ----------- | --------------- | ----- | ------ |
| Bahreïn  | E- 2 2 E- 2 | Arabie saoudite | 0 - 0 | 2 - 2  |

| 5 septembre 2009 | Bahreïn | 0 – 0 | Arabie saoudite | Stade national de Bahreïn, Manama                 |                                                   |
| 22:00 UTC+3      |         |       |                 | Spectateurs : 16 000 Arbitrage : Yuichi Nichimura | Spectateurs : 16 000 Arbitrage : Yuichi Nichimura |
| 22:00 UTC+3      | Rapport |       |                 | Spectateurs : 16 000 Arbitrage : Yuichi Nichimura | Spectateurs : 16 000 Arbitrage : Yuichi Nichimura |

| 9 septembre 2009 | Arabie saoudite                       | 2 – 2 | Bahreïn                      | Stade international du Roi Fahd, Riyad           |                                                  |
| 22:15 UTC+3      | Al Shamrani 13e · Al Montashari 90+1e |       | Okwunwanne 42e · Latif 90+4e | Spectateurs : 50 000 Arbitrage : Ravshan Irmatov | Spectateurs : 50 000 Arbitrage : Ravshan Irmatov |
| 22:15 UTC+3      | Rapport                               |       |                              | Spectateurs : 50 000 Arbitrage : Ravshan Irmatov | Spectateurs : 50 000 Arbitrage : Ravshan Irmatov |

- Bahrein l'emporte au bénéfice des buts marqués à l'extérieur et participe au barrage Asie - Océanie.

## Barrage Asie - Océanie
Bahreïn affronte en match aller-retour la Nouvelle-Zélande (vainqueur de la zone Océanie) les 10 octobre et 14 novembre 2009. Le vainqueur de cette confrontation est qualifié pour la Coupe du monde 2010.
| Équipe 1 | Résultat | Équipe 2         | Aller | Retour |
| -------- | -------- | ---------------- | ----- | ------ |
| Bahreïn  | 0 - 1    | Nouvelle-Zélande | 0 - 0 | 0 - 1  |

| 10 octobre 2009 | Bahreïn | 0 – 0 | Nouvelle-Zélande | Stade national de Bahreïn, Manama              |                                                |
| 18:30 UTC+3     |         |       |                  | Spectateurs : 37 000 Arbitrage : Viktor Kassai | Spectateurs : 37 000 Arbitrage : Viktor Kassai |
| 18:30 UTC+3     | Rapport |       |                  | Spectateurs : 37 000 Arbitrage : Viktor Kassai | Spectateurs : 37 000 Arbitrage : Viktor Kassai |

| 14 novembre 2009 | Nouvelle-Zélande | 1 - 0 | Bahreïn | Westpac Stadium, Wellington                      |                                                  |
| 20:00 UTC+13     | Fallon 45e       |       |         | Spectateurs : 35 194 Arbitrage : Jorge Larrionda | Spectateurs : 35 194 Arbitrage : Jorge Larrionda |
| 20:00 UTC+13     | Rapport          |       |         | Spectateurs : 35 194 Arbitrage : Jorge Larrionda | Spectateurs : 35 194 Arbitrage : Jorge Larrionda |

- Bahrein perd 0 - 1 sur l'ensemble des deux matches, et est éliminé.

## Liste des qualifiés
| Pays          | Date de Qualification | Contre              | Score |
| ------------- | --------------------- | ------------------- | ----- |
| Japon         | 6 juin 2009           | Ouzbékistan         | 1-0   |
| Australie     | 6 juin 2009           | Qatar               | 0-0   |
| Corée du Sud  | 6 juin 2009           | Émirats arabes unis | 2-0   |
| Corée du Nord | 17 juin 2009          | Arabie saoudite     | 0-0   |

- L'équipe de RDP Corée (Corée du Nord) ayant disputé le premier tour est parvenue à se qualifier.

## Buteurs (tous tours confondus)
Dernière mise à jour : 9 septembre 2009
| Pos | Joueur                | Pays                | Total buts | Buts par tour | Buts par tour | Buts par tour | Buts par tour | Buts par tour |
| Pos | Joueur                | Pays                | Total buts | 1er T         | 2e T          | 3e T          | 4e T          | Bar           |
| --- | --------------------- | ------------------- | ---------- | ------------- | ------------- | ------------- | ------------- | ------------- |
| 1   | Maksim Shatskikh      | Ouzbékistan         | 8          | 5             | —             | 2             | 1             | X             |
| 1   | Sarayoot Chaikamdee   | Thaïlande           | 8          | 5             | 2             | 1             | X             | X             |
| 3   | Park Ji-Sung          | Corée du Sud        | 6          | —             | —             | 3             | 3             | —             |
| 3   | Ismail Matar          | Émirats arabes unis | 6          | 1             | —             | 4             | 1             | X             |
| 3   | Ahmad Ajab            | Koweït              | 6          | 0             | —             | 6             | X             | X             |
| 6   | Mohammed Ghaddar      | Liban               | 5          | 4             | —             | 1             | X             | X             |
| 6   | Sebastián Quintana    | Qatar               | 5          | 3             | —             | 1             | 1             | X             |
| 6   | Zyad Chaabo           | Syrie               | 5          | 0             | 4             | 1             | X             | X             |
| 9   | Tim Cahill            | Australie           | 4          | —             | —             | 1             | 3             | —             |
| 9   | Brett Emerton         | Australie           | 4          | —             | —             | 2             | 2             | —             |
| 9   | Jong Chol-min         | Corée du Nord       | 4          | 4             | —             | 0             | 0             | —             |
| 9   | Hong Yong-Jo          | Corée du Nord       | 4          | 0             | —             | 3             | 1             | —             |
| 9   | Park Chu-Young        | Corée du Sud        | 4          | —             | —             | 2             | 2             | —             |
| 9   | Cheng Siu Wai         | Hong Kong           | 4          | 4             | 0             | X             | X             | X             |
| 9   | Mahdi Karim           | Irak                | 4          | 4             | —             | 0             | X             | X             |
| 9   | Javad Nekounam        | Iran                | 4          | —             | —             | 1             | 3             | X             |
| 9   | Hasan Abdel Mahmoud   | Jordanie            | 4          | —             | —             | 4             | X             | X             |
| 9   | Server Djeparov       | Ouzbékistan         | 4          | 0             | —             | 4             | 0             | X             |
| 9   | Aleksandar Đurić      | Singapour           | 4          | 0             | 2             | 2             | X             | X             |
| 9   | Jehad Al Hussein      | Syrie               | 4          | 0             | 1             | 3             | X             | X             |
| 9   | Raja Rafe             | Syrie               | 4          | 0             | 4             | 0             | X             | X             |
| 9   | Numondzhon Khakimov   | Tadjikistan         | 4          | 4             | 0             | X             | X             | X             |
| 23  | Yasser Al-Qahtani     | Arabie saoudite     | 3          | —             | —             | 3             | 0             | 0             |
| 23  | Malek Mouath          | Arabie saoudite     | 3          | —             | —             | 3             | 0             | 0             |
| 23  | Abdoh Otaif           | Arabie saoudite     | 3          | —             | —             | 2             | 1             | 0             |
| 23  | Redha Tukar           | Arabie saoudite     | 3          | —             | —             | 3             | 0             | 0             |
| 23  | Joshua Kennedy        | Australie           | 3          | —             | —             | 1             | 2             | —             |
| 23  | Harry Kewell          | Australie           | 3          | —             | —             | 2             | 1             | —             |
| 23  | Mahmood Abdulrahman   | Bahreïn             | 3          | 1             | —             | 0             | 2             | 0             |
| 23  | A'ala Hubail          | Bahreïn             | 3          | 1             | —             | 2             | 0             | 0             |
| 23  | Salman Isa            | Bahreïn             | 3          | —             | —             | 2             | 1             | 0             |
| 23  | Pak Chol-jin          | Corée du Nord       | 3          | 3             | —             | 0             | 0             | —             |
| 23  | Kim Do-heon           | Corée du Sud        | 3          | —             | —             | 3             | 0             | —             |
| 23  | Lee Keun-Ho           | Corée du Sud        | 3          | —             | —             | 0             | 3             | —             |
| 23  | Mohamed Al-Shehhi     | Émirats arabes unis | 3          | 1             | 1             | 1             | 0             | X             |
| 23  | Chan Siu Ki           | Hong Kong           | 3          | 3             | 0             | X             | X             | X             |
| 23  | Emad Mohammed         | Irak                | 3          | 1             | —             | 2             | X             | X             |
| 23  | Yasuhito Endo         | Japon               | 3          | —             | —             | 2             | 1             | —             |
| 23  | Shunsuke Nakamura     | Japon               | 3          | —             | —             | 1             | 2             | —             |
| 23  | Yuji Nakazawa         | Japon               | 3          | —             | —             | 3             | 0             | —             |
| 23  | Marcus Tulio Tanaka   | Japon               | 3          | —             | —             | 1             | 2             | —             |
| 23  | Odil Ahmedov          | Ouzbékistan         | 3          | 0             | —             | 3             | 0             | X             |
| 23  | Farhod Tadjiyev       | Ouzbékistan         | 3          | 0             | —             | 3             | 0             | X             |
| 23  | Timur Kapadze         | Ouzbékistan         | 3          | 1             | —             | 2             | 0             | X             |
| 23  | Sayed Ali Bechir      | Qatar               | 3          | 2             | —             | 1             | 0             | X             |
| 23  | John Wilkinson        | Singapour           | 3          | 1             | 0             | 2             | X             | X             |
| 23  | Mohamed Al Zeno       | Syrie               | 3          | 2             | 1             | 0             | X             | X             |
| 23  | Datsakorn Thonglao    | Thaïlande           | 3          | 2             | 0             | 1             | X             | X             |
| 23  | Emilio Da Silva       | Timor oriental      | 3          | 3             | X             | X             | X             | X             |
| 23  | Teeratep Winothai     | Thaïlande           | 3          | 1             | 0             | 2             | X             | X             |
| 51  | Ahmed Al Fraidi       | Arabie saoudite     | 2          | —             | —             | 1             | 1             | 0             |
| 51  | Saad al-Harthi        | Arabie saoudite     | 2          | —             | —             | 1             | 1             | 0             |
| 51  | Naif Hazazi           | Arabie saoudite     | 2          | —             | —             | 0             | 2             | 0             |
| 51  | Mark Bresciano        | Australie           | 2          | —             | —             | 1             | 1             | —             |
| 51  | Faouzi Aaish          | Bahreïn             | 2          | 0             | —             | 1             | 1             | 0             |
| 51  | Abdulla Baba Fatadi   | Bahreïn             | 2          | 1             | —             | 0             | 1             | 0             |
| 51  | Ismaeel Latif         | Bahreïn             | 2          | 0             | —             | 1             | 0             | 1             |
| 51  | Jaycee Okwunwanne     | Bahreïn             | 2          | 1             | —             | 0             | 0             | 1             |
| 51  | Qu Bo                 | Chine               | 2          | 2             | —             | 0             | X             | X             |
| 51  | Mun In-Guk            | Corée du Nord       | 2          | —             | —             | 0             | 2             | —             |
| 51  | Choe Kum-Chol         | Corée du Nord       | 2          | —             | —             | 1             | 1             | —             |
| 51  | Ki Sung-yong          | Corée du Sud        | 2          | —             | —             | 2             | 0             | —             |
| 51  | Kwak Tae-Hwi          | Corée du Sud        | 2          | —             | —             | 1             | 1             | —             |
| 51  | Liu Jian              | Chine               | 2          | 2             | —             | 0             | X             | X             |
| 51  | Bashir Saeed          | Émirats arabes unis | 2          | 1             | —             | 0             | 1             | —             |
| 51  | Sunil Chetri          | Inde                | 2          | 2             | X             | X             | X             | X             |
| 51  | Gholamreza Rezaei     | Iran                | 2          | —             | —             | 2             | 0             | X             |
| 51  | Masoud Shojaei        | Iran                | 2          | —             | —             | 0             | 2             | X             |
| 51  | Nashat Akram          | Irak                | 2          | 1             | —             | 1             | X             | X             |
| 51  | Kengo Nakamura        | Japon               | 2          | —             | —             | 1             | 1             | —             |
| 51  | Yoshito Okubo         | Japon               | 2          | —             | —             | 2             | 0             | —             |
| 51  | Keiji Tamada          | Japon               | 2          | —             | —             | 0             | 2             | —             |
| 51  | Mahmoud El Ali        | Liban               | 2          | 1             | —             | 1             | X             | X             |
| 51  | Kin Seng Chan         | Macao               | 2          | 2             | X             | X             | X             | X             |
| 51  | Ismail Al Ajmi        | Oman                | 2          | 0             | —             | 2             | X             | X             |
| 51  | Amad Ali              | Oman                | 2          | 0             | —             | 2             | X             | X             |
| 51  | Victor Karpenko       | Ouzbékistan         | 2          | 1             | —             | 1             | 0             | X             |
| 51  | Fábio César Montezine | Qatar               | 2          | 0             | —             | 2             | 0             | X             |
| 51  | Shi Jiayi             | Singapour           | 2          | 2             | 0             | 0             | X             | X             |
| 51  | Mohd Noh Alam Shah    | Singapour           | 2          | 1             | 1             | 0             | X             | X             |
| 51  | Feras Al Khatib       | Syrie               | 2          | 0             | 0             | 2             | X             | X             |
| 51  | Firas Issmael         | Syrie               | 2          | 1             | 1             | 0             | X             | X             |
| 51  | Teerasil Dangda       | Thaïlande           | 2          | 2             | 0             | 0             | X             | X             |
| 51  | Artur Gevorkyan       | Turkménistan        | 2          | 2             | 0             | 0             | X             | X             |
| 51  | Mamedaly Karadanov    | Turkménistan        | 2          | 2             | 0             | 0             | X             | X             |
| 51  | Mekan Nasirov         | Turkménistan        | 2          | 1             | 1             | 0             | X             | X             |

Significations:
- — Absent
- X Éliminé

1 but
| Afghanistan - Obaidullah Karimi Arabie saoudite - Osama Al Harbi - Hamad al-Montashari - Nassir Al Shamrani - Ahmed Ateef - Osama Hawsawi Australie - Scott Chipperfield - Mile Sterjovski - David Carney Bahreïn - Sayed Mohamed Adnan - Ismaeel Latif - Jaycee Okwunwanne Bangladesh - Zumratul Hossein Mithu Cambodge - Samel Nasa Chine - Du Zhenyu - Li Jinyu - Li Weifeng - Sun Xiang - Wei Wei'an - Yu Lin - Zhang Yaokun - Zheng Jin - Zheng Zhi - Zhou Haibin Corée du Nord - An Chol-hyok - Jon Kwang-ik - Kim Kuk-Jin - Pak Nam-chol - Jong Tae-se Corée du Sud - Kim Chi-woo - Seol Ki-Hyeon | Émirats arabes unis - Ismail Al Hammadi - Saeed Al Kass - Abdulrahim Jumaa - Faisal Khalil - Subait Khater - Saif Mohammed - Ahmed Mubarak - Nawaf Mubarak Hong Kong - Cheung Sai Ho - Lam Ka Wai - Lo Kwan Yee Inde - Steven Dias Indonésie - Budi Sudarsono Iran - Karim Bagheri - Jalal Hosseini - Ali Karimi - Mohsen Khalili - Mehdi Mahdavikia - Alireza Vahedi Nikbakht - Fereydoun Zandi Irak - Jassim Mohammed Ghulam - Hawar Mulla Mohammed Japon - Seiichiro Maki - Shinji Okazaki - Tatsuya Tanaka - Atsuto Uchida Jordanie - Waseem Al Bzoor - Hatem Aqel - Thaer Bawab - Mahmoud Shelbaieh | Koweït - Fahad Al-Rashidi Kirghizistan - Aibek Bokoev - Cholponbek Esenkul Uulu Liban - Roda Antar Malaisie - Mohd Bunyamin Umar Maldives - Ali Ashfaq - Shamveel Qasim Mongolie - Lumbengarav Donorov - Odkhuu Selenge Oman - Mohamed Al Hinai - Fawzi Bashir - Hashim Saleh Mohamed - Ahmed Mubarak - Ismail Sulaiman - Hassan Yousuf Ouzbékistan - Ulugbek Bakayev - Vitaly Denisov - Aleksandr Geynrikh - Aziz Ibragimov - Islom Inomov - Shavkat Salomov - Anvarjon Soliev - Ilhomjon Suyunov Qatar - Talal Al-Bloushi - Saad Al-Shammari - Khalfan Ibrahim - Magid Mohamed - Majdi Siddiq - Ali Yahya | Singapour - Mustafic Fahrudin - Fazrul Nawaz Syrie - Maher Al Sayed - Aatef Jenyat - Sanharib Malki Tadjikistan - Jamshed Ismailov - Dzhomikhon Moukhidinov - Dilshod Vasiev Thaïlande - Patiparn Phetphun - Tawan Sripan - Suree Sukha - Nirut Surasiang Turkménistan - Vladimir Bayramov - Arif Mirzoýew - Guvanch Ovekov Yémen - Fekri Al-Hubaishi - Ali Al Nono - Mohammed Salem - Haitham Thabit |

Buts csc
| Émirats arabes unis, Fares Jumaa (pour Arabie saoudite) Japon, Tulio (pour Bahreïn) Liban, Ramez Dayoub (pour Singapour) Qatar, Ahmed Ali Albinali (pour Japon) Singapour, Baihakki Khaizan (pour Liban) Timor oriental, Alfredo Esteves (pour Hong Kong) |